# Giuseppe Grigoletto e Savino Pasqualato
Giuseppe Grigoletto (Mogliano Veneto, 10 marzo 1913 – San Michele del Quarto, 13 aprile 1945) e 
Savino Albino Pasqualato (Mogliano Veneto, 22 gennaio 1926 – San Michele del Quarto, 13 aprile 1945), fratellastri, sono stati due partigiani italiani.

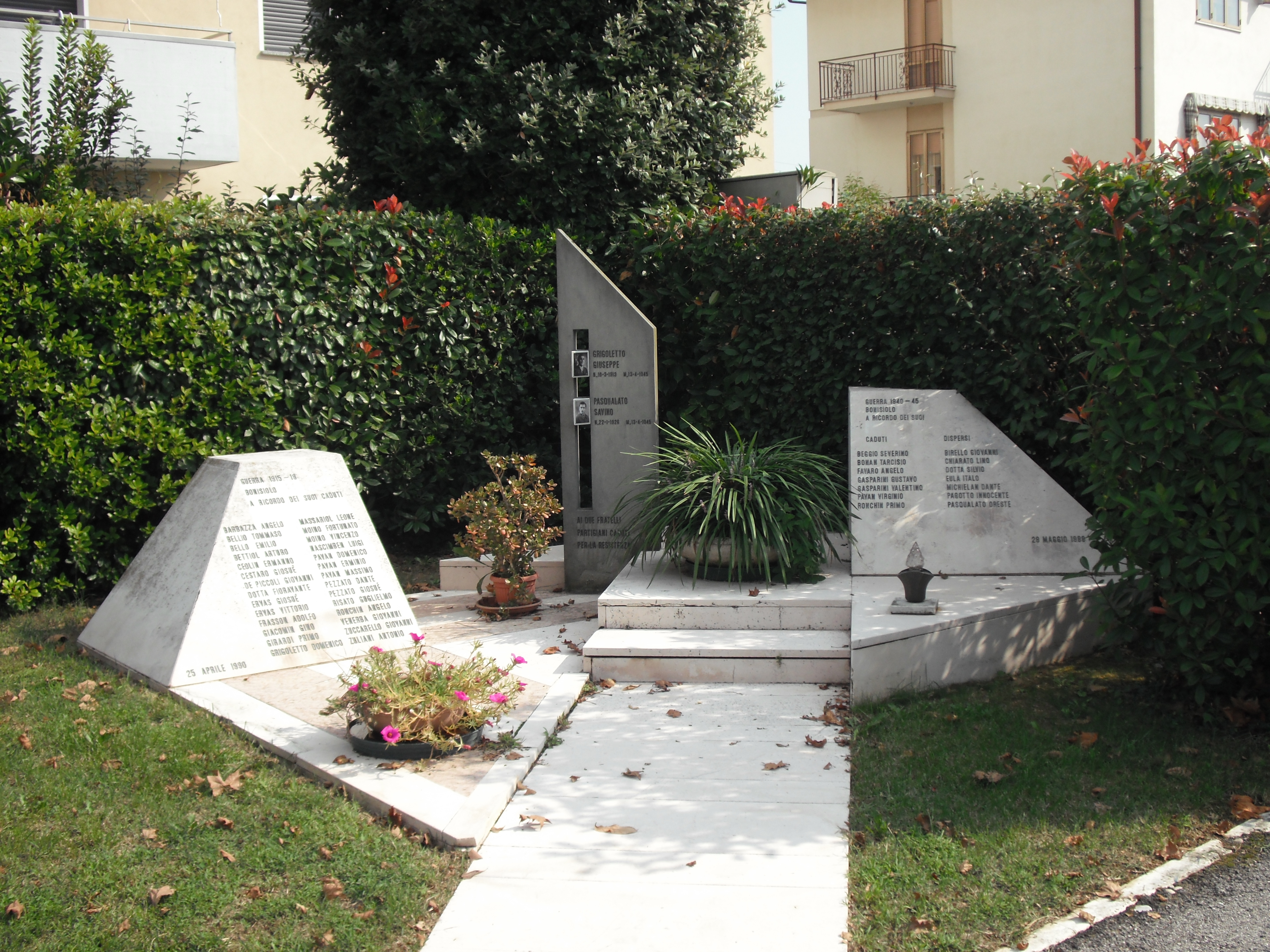
Monumento ai caduti di Bonisiolo; la lapide al centro ricorda i due partigiani.

Il 13 aprile del 1945, SS, Brigate Nere e Xª MAS compirono un vasto rastrellamento a Casale sul Sile, come rappresaglia per l'uccisione di alcuni fascisti da parte dei partigiani. L'operazione colpì anche Giuseppe Grigoletto che, lavorando come fuochista delle ferrovie a Treviso, passava proprio per Casale. Fu così ricondotto a Bonisiolo, dove abitava.
Qui si trovava anche il fratellastro Savino Pasqualato. I due furono accusati di rifornire i partigiani di sigarette, prelevandole abusivamente dalle razioni settimanali previste durante la guerra. Invano la madre, titolare di una tabaccheria, tentò di discolparli assumendosi la responsabilità dei fatti.
Furono quindi caricati su una camionetta e spediti a San Michele del Quarto, dove vennero uccisi a colpi di mitra. La moglie di Grigoletto ottenne di farli seppellire nel locale cimitero, altrimenti i corpi sarebbero stati indegnamente gettati nel Sile.
Ai partigiani è dedicata una via in comune di Quarto d'Altino e un'altra a Bonisiolo di Mogliano Veneto dove, peraltro, sono ricordati in un monumento ai caduti.